# 賴郁棻
賴郁棻（Sandra Lai）（1995年8月25日—），臺灣社運人士。女權人士
出生於高雄市，早年就讀國立鳳新高級中學，後入讀國立清華大學人文社會學院學士班，期間參與捍衛苗栗青年聯盟並且在太陽花學運期間擔任組織黑色島國青年陣線的發言人。2018年起就讀柏林自由大學社會學碩士班。